# ACCN4
Canal catiónico sensível a amilorida 4, também conhecido como canal catiónico sensível a amilorida 4, neuronal (ACCN4) ou canal catiónico sensível a amilorida 4, pituitário ou canal iónico sensível a ácidos 4 (ASIC4) é uma proteína membranar que em humanos é codificado pelo gene ACCN4. A proteína ASIC4 é membro da família dos canais iónicos sensíveis a ácidos que é expressada na glândula pituitária e em outras partes do cérebro. A ASIC4 pode ter perdido a sua função de transporte iónico mas desempenha um papel regulador através de interacções com outros membros da família ou outras proteínas.

## Função
Este gene pertence à superfamília de canais iónicos sensíveis a ácidos, que são canais de sódio sensíveis a amilorida e activado por protões. Estes canais têm sido implicados na transmissão sináptica, percepção da dor e na mecanorrecepção.
Este gene é expressado com predominância na glândula pituitária e é considerado como candidato para a discinésia paroxística não cinesigénica, uma doença do movimento; no entanto, nenhuma correlação foi encontrada entre mutações neste gene e esta doença.